# ソー・イエスタデイ
So Yesterday（ソー・イエスタデイ）は、アメリカ合衆国の歌手、ヒラリー・ダフが2003年にリリースした楽曲。同曲は同じく2003年にリリースされた2枚目のアルバム、「Metamorphosis」（メタモルフォシス）一曲目からのシングルでもある。

## 概要
明日になればもう昨日のこと（So Yesterday）、と失恋をうたったヒラリー・ダフのシングル。2005年のコンピレーション・アルバムである、「Most Wanted」（モスト・ウォンテッド）にも収録され、楽曲のリミックスを中心に活動するアーティスト・サンダーパスらがリミックス・バージョンの製作を手掛けている。作詞はプロデューサーチーム「The Matrix」の一員でもある、ローレン・クリスティー他。
リリース後、ビルボード・ホット100チャートでは42位をマーク。オーストラリア・フランス・そして当時デビュー・シングルとなったイギリスでも、トップ10圏内にチャートインした。イギリスやオーストラリアのシングル・バージョンには「Workin' It Out」や「Girl Can Rock」が収録されており、同時にアルバム・メガミックスや上述したサンダーパスによるリミックス・バージョンが収録されている。